# كيموبوليا
كيموبوليا (بالإنجليزية: Kymopoleia)، (بالإغريقية: Κυμοπόλεια) في الأساطير الإغريقيّة، هي ابنة إله البحر بوسايدون وحوريّة البحر أمفيتريت، وهي إلاهة البحار والزلازل، وزوجةٌ لبرياريوس، أحد الهيكاتونخيريس الثلاثة.

## وصلات خارجية
- Theoi Project - Kymopoleia